# Ǒ
Cette page contient des caractères spéciaux ou non latins. S’ils s’affichent mal (▯, ?, etc.), consultez la page d’aide Unicode.
Ǒ (minuscule : ǒ), appelée O caron, O antiflexe ou O hatchek, est un graphème utilisé dans les alphabets de l’awing, du bangolan, du four, du koonzime, du kwanja, du lingala, comme variante de la lettre « O » et dans l’oudi comme lettre à part entière. Il s’agit de la lettre O diacritée d'un caron.

## Utilisation

### Langues à tons
Dans plusieurs langues à tonales le ‹ ǒ › représente le même son que le ‹ o › et le caron indique le ton montant. Mais il y a d’autres utilisations :
- Pinyin : le caron indique un ton descendant légèrement et puis montant.

## Représentations informatiques
Le O caron peut être représenté avec les caractères Unicode suivants :
- précomposé (latin étendu B)[1] :

| formes    | représentations | chaînes de caractères | points de code | descriptions                    |
| --------- | --------------- | --------------------- | -------------- | ------------------------------- |
| capitale  | Ǒ               | Ǒ                     | U+01D1         | lettre majuscule latine o caron |
| minuscule | ǒ               | ǒ                     | U+01D2         | lettre minuscule latine o caron |

- décomposé (latin de base, diacritiques) :

| formes    | représentations | chaînes de caractères | points de code | descriptions                                |
| --------- | --------------- | --------------------- | -------------- | ------------------------------------------- |
| capitale  | Ǒ               | O◌̌                    | U+004F U+030C  | lettre majuscule latine o diacritique caron |
| minuscule | ǒ               | o◌̌                    | U+006F U+030C  | lettre minuscule latine o diacritique caron |